# سمند (اسب)

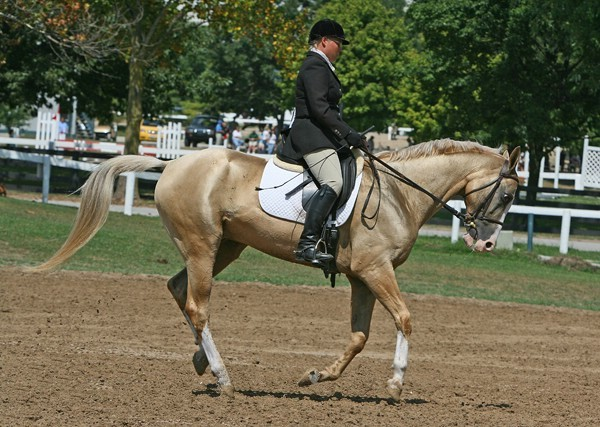
اسب آخال تکه تیره‌ای از اسب ترکمن

سَمَند نوعی رنگ طلایی یا رنگی مایل به زرد) در اسب‌ها است.
این رنگ در اسب ترکمن وجود دارد و گران قیمت‌ترین اسب ترکمن است.
گاه سمند را در انگلیسی Dun ترجمه کرده‌اند (برای نمونه Red Dun را سمند قرمز و برابر پالومینو دانسته‌اند) که به دلیل وجود ژن دان جزو رنگ‌های اصلی یا ساده به شمار می‌آید. و گاه Isabelle و گاه پالومینو (Palomino) ترجمه کرده‌اند.
بر اساس ترجمه Dun به سمند، از نظر ژن‌شناسی آلل بارز D رنگ کهر را به سمند زرد با یال و دم مشکی، و کرنگ را به سمند زرد با یال و دم سمند تبدیل می‌کند. سمند ۸ نوع ژنوتیپ دارد.
در نژادهای اسب ترکمن، اسب کوارتر و اسب استانداردبرد رنگ سمند به طور طبیعی دیده می‌شود.

## نگارخانه

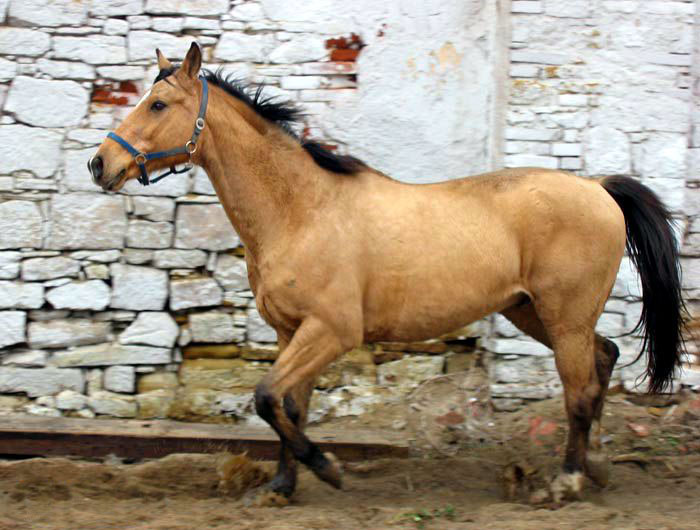
اسبی به رنگ ایزابل
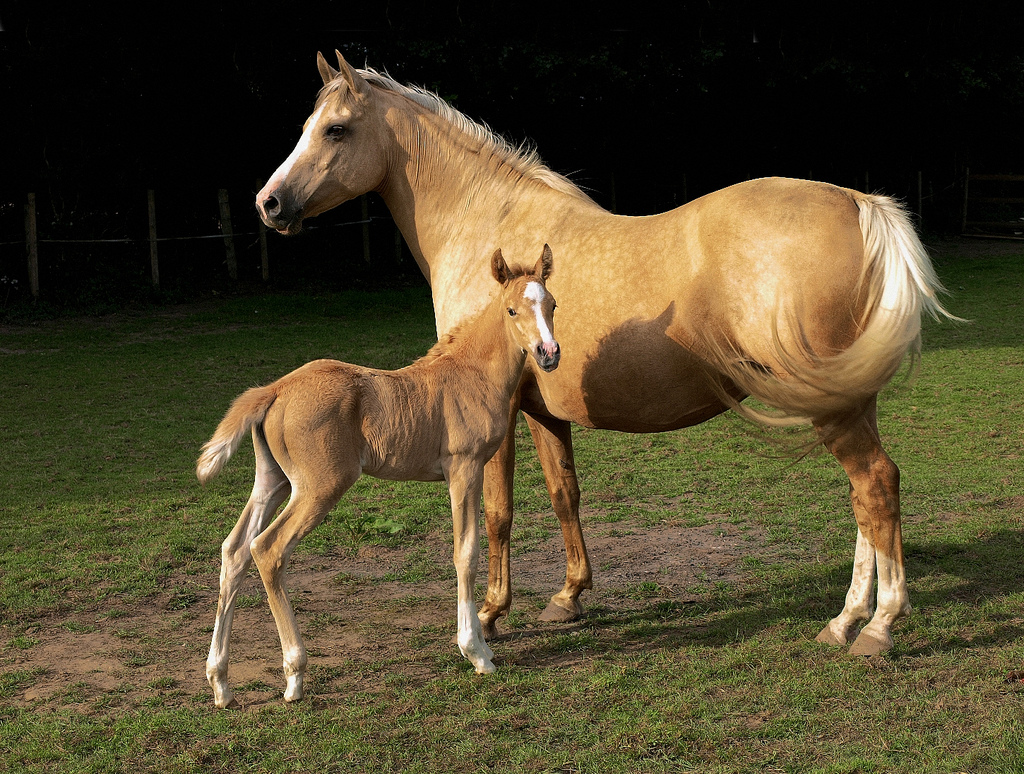
اسبی به رنگ پالومینو
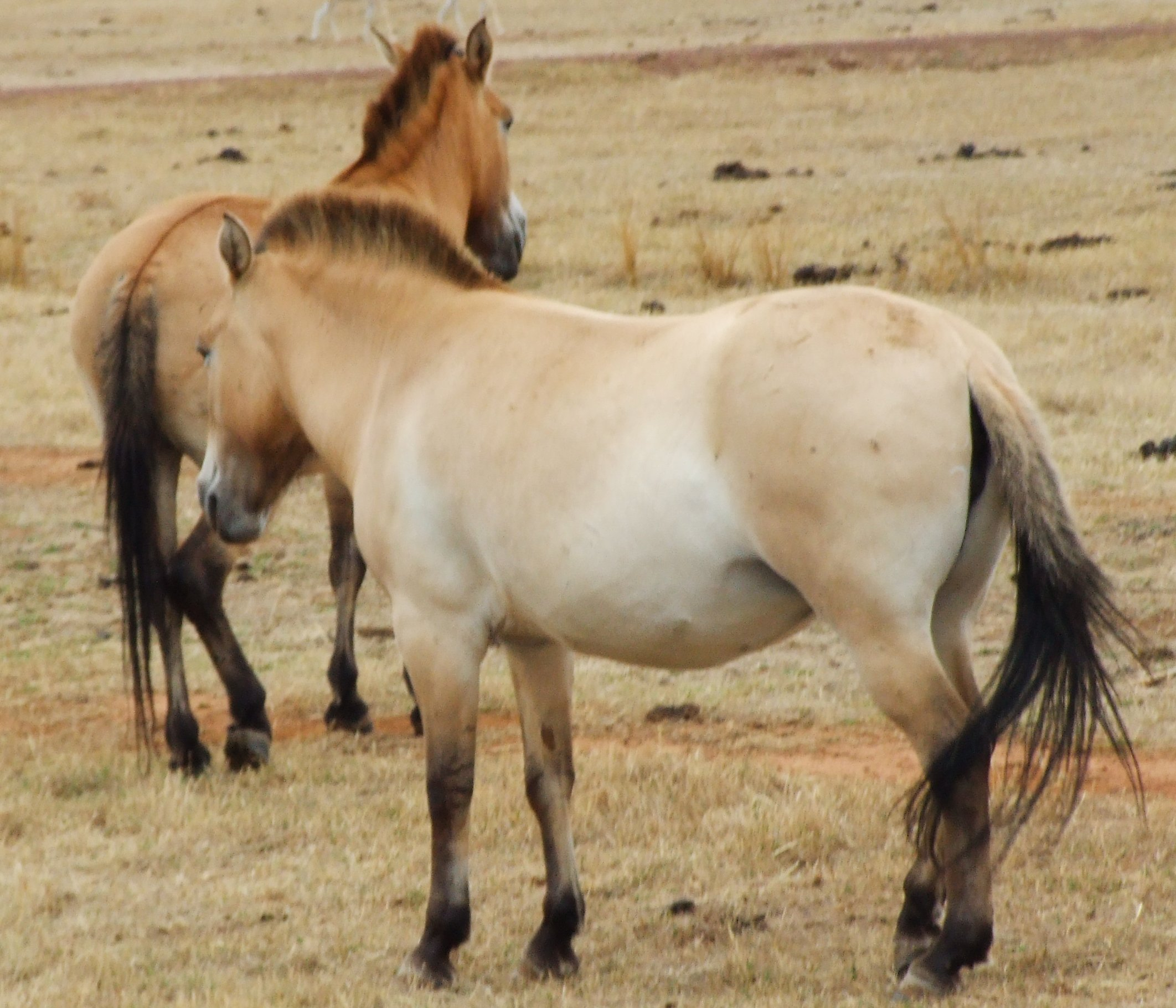
دو اسب Dun از نژاد مغولی شوالسکی. اسب سمت چپ خط تیره‌ای روی ستون مهره‌ها دارد.